# Elliots kortstaartspitsmuis
De Elliots kortstaartspitsmuis (Blarina hylophaga)  is een zoogdier uit de familie van de spitsmuizen (Soricidae). De wetenschappelijke naam van de soort werd voor het eerst geldig gepubliceerd door Elliot in 1899.

## Voorkomen
De soort komt voor in de Verenigde Staten.